# Örsjön, Uppland
Örsjön är en sjö i Knivsta kommun och Norrtälje kommun i Uppland och ingår i Norrströms huvudavrinningsområde. Sjön är 3,5 meter djup, har en yta på 0,261 kvadratkilometer och befinner sig 31,2 meter över havet. Vid provfiske har bland annat abborre, braxen, gers och mört fångats i sjön.

## Delavrinningsområde
Örsjön ingår i det delavrinningsområde (663105-162856) som SMHI kallar för Ovan Storån. Medelhöjden är 29 meter över havet och ytan är 33,13 kvadratkilometer. Det finns ett avrinningsområde uppströms, och räknas det in blir den ackumulerade arean 51,52 kvadratkilometer. Storån som avvattnar avrinningsområdet har biflödesordning 4, vilket innebär att vattnet flödar genom totalt 4 vattendrag innan det når havet efter 113 kilometer. Avrinningsområdet består mestadels av skog (63 procent) och jordbruk (26 procent). Avrinningsområdet har 0,63 kvadratkilometer vattenytor vilket ger det en sjöprocent på 1,9 procent.

## Fisk
Vid provfiske har följande fisk fångats i sjön:
- Abborre
- Braxen
- Gärs
- Mört
- Sarv